# Dead End in Tokyo
「Dead End in Tokyo」（デッド・エンド・イン・トーキョー）は、MAN WITH A MISSIONの楽曲で、7枚目のシングル。2017年1月25日にSony Music Records（Sony Music Labels）から発売された。ジャケットモデルはメンバーのDJ Santa Monicaが担当。

## 概要
- 前作『Hey Now』から約1ヶ月振りのリリース[注 1]。
- 表題曲「Dead End in Tokyo」は、映画『新宿スワンⅡ』の主題歌である[3]。更に、同曲は、配信限定3rdシングルとして、全世界に配信リリースされた[4][5]。尚、CDシングルと配信限定シングルでジャケット写真が異なっている。

- 共作曲、プロデュースを手掛けたのはフォール・アウト・ボーイのパトリック・スタンプ。
- カップリングには、配信限定2ndシングルとして配信されていた「Hey Now」を収録し、同曲はソニー「ハイレゾ級ワイヤレス」CMソングである[6]。
- カップリングの「Brave It Out」は、スーパーラグビー ヒト・コミュニケーションズ「サンウルブズ」2017年公式テーマソングである[7]。
- 発売形態は、通常盤、初回限定生産限定盤の2種類。
- 総合格闘家 斎藤裕（初代RIZINフェザー級王者）の入場曲である。

## 収録曲
1. Dead End in Tokyo [3:41]
作詞・作曲：Kamikaze Boy, Jean-Ken Johnny, Patrick Stump / 編曲：MAN WITH A MISSION
  - 映画『新宿スワンⅡ』主題歌
2. Hey Now [5:31]
作詞：Jean-Ken Johnny /作曲：Jean-Ken Johnny, DJ Santa Monica / 編曲：MAN WITH A MISSION, 中野雅之
  - 配信限定2ndシングル
  - ソニー「ハイレゾ級ワイヤレス」CMソング
3. Brave It Out [4:02]
作詞：Kamikaze Boy, Jean-Ken Johnny /作曲：Kamikaze Boy / 編曲：MAN WITH A MISSION
  - スーパーラグビー ヒト・コミュニケーションズ「サンウルブズ」2017年公式テーマソング
4. Raise your flag [Takkyu Ishino Twitching Acid Mix] [4:57]
作詞：Kamikaze Boy, Jean-Ken Johnny /作曲：Jean-Ken Johnny / リミックス：石野卓球

### DVD（初回生産限定盤のみ）
1. ASIA TOUR 2016 DOCUMENTARY[8]
2. MISSION MOVIE 「ホワイト・リブ -虹色のボーゲン-」 第1話・最終話[8]